# Ich denke oft an Piroschka (Film)
Ich denke oft an Piroschka ist eine deutsche romantische Filmkomödie von Kurt Hoffmann aus dem Jahr 1955 mit Liselotte Pulver in der Titelrolle, die auf dem gleichnamigen Roman von Hugo Hartung basiert. Tragende Rollen sind mit Gunnar Möller, Wera Frydtberg, Gustav Knuth und Rudolf Vogel besetzt.

## Handlung
Andreas, ein in die Jahre gekommener Schriftsteller, erinnert sich bei einer Zugfahrt an seine Jugendliebe aus Ungarn.
Als junger Mann fuhr er 1925 als Austauschstudent auf der Donau nach Budapest. Auf dem Schiff verliebte er sich in die junge hübsche Greta. Mit ihr zog er eine Nacht lang durch Budapest. Am nächsten Tag aber musste er mit dem Zug zu seiner „Ferienfamilie“ in einen entlegenen Ort in der Puszta mit Namen „Hódmezővásárhelykutasipuszta“ fahren, Greta dagegen war unterwegs zu einem Urlaubsaufenthalt in Siófok am Balaton.
Andreas lernt in der Puszta die fröhliche 17-jährige Piroschka kennen, die Tochter des Stationsvorstehers. Bei einem Mulatság, einem Tanzfest, verliebt sich Andreas in das bezaubernde junge Mädchen, das seine Gefühle erwidert. Romantische Tage folgen – bis eine Karte von Greta eintrifft.
Andreas beschließt, zu Greta an den Balaton zu fahren. Piroschka, die durch ihre Mutter vom Inhalt der Karte weiß, folgt Andreas und bringt ihn in eine prekäre Lage, als sie mit Greta und ihm zusammentrifft. Als Andreas endlich begreift, für wen sein Herz tatsächlich schlägt, ist es beinahe zu spät. Er kehrt zurück nach Hódmezővásárhelykutasipuszta, aber Piri will ihn zunächst nicht mehr sehen. Erst beim „Maisrebel-Fest“ versöhnen sie sich wieder. Aber es bleibt ihnen nur noch ein Tag bis zu seiner geplanten Abfahrt. Beim abenteuerlichen Abschied – Piroschka stellt das Signal für den an der Station vorbeifahrenden Schnellzug auf ‚Halt‘ – verspricht er ihr, wiederzukommen. Aber es gibt kein Happy End, jedenfalls kein gemeinsames. Für Andreas indes bleibt Piroschka eine süße, nach seinem Empfinden „unveränderliche“ Erinnerung, denn Film und Roman enden mit Andreas’ Worten „[…] als ich am Morgen nach Hause fuhr, war ich fest entschlossen, Piroschka im nächsten Jahr wiederzusehen, aber wie so oft im Leben kam es anders – wir sind uns nie mehr begegnet. Vielleicht sollte es so sein, denn wenn ich heute an Piroschka denke, ist sie immer jung und süß und 17 Jahre […]“.

## Produktion

### Produktionsnotizen, Hintergrund
Ich denke oft an Piroschka wurde vom 12. September bis zum 5. November 1955 im Bavaria-Atelier München-Geiselgasteig gedreht. Die Außenaufnahmen fanden in Belgrad, der Umgebung von Novi Sad und Palić, in Subotica, Senta, Horgoš (in der Vojvodina) statt. Als Haltestelle Hódmezővásárhelykutasipuszta diente der Haltepunkt Gornji Breg, im Kilometer 35 der Nebenbahn Subotica–Senta der damaligen Jugoslawischen Staatsbahnen gelegen.
Die ansonsten sehr werkgetreue Verfilmung verlegt den Romanstoff aus dem Jahr 1923 in das Jahr 1925. Sowohl die mit dem Jahr 1923 implizierten als auch die expliziten Bezüge des Romans auf die unmittelbare Nachkriegszeit und die gleichzeitig zur Handlung in Deutschland herrschende Hyperinflation, die beide im Roman einen Kontrast zur idyllischen Handlung darstellen, werden in der Verfilmung durch die Nennung des Jahres 1925 ausgeblendet.

### Erfolg, Veröffentlichung
Der Film wurde zu einer der erfolgreichsten deutschen Nachkriegsproduktionen. Uraufgeführt wurde er am 29. Dezember 1955 im Kölner Filmtheater Rex am Ring.
In den Niederlanden wurde er am 13. Dezember 1956 veröffentlicht, in Schweden am 11. Juni 1957, in Finnland am 19. Juli 1957 und in Dänemark am 7. September 1957. Veröffentlicht wurde er zudem in Mexiko. In Estland wurde er am 6. Juni 2009 auf der Deutschen Film Woche vorgestellt. In Ungarn lief er am 2. Oktober 2016 erstmals im dortigen Fernsehen. Zudem wurde er in Belgien, Brasilien, Frankreich, Griechenland, Portugal und Spanien veröffentlicht. Der internationale Titel lautet I Often Think of Piroschka.
Der Film erschien mehrfach auf DVD, erstmals 2003 bei Kinowelt/Studiocanal, letztmals im November 2017 bei Alive innerhalb der Reihe „Juwelen der Filmgeschichte“ sowohl als DVD als auch als Blu-ray. Der am 17. Februar 2011 erschienenen DVD innerhalb der Reihe „Ein Stück Heimat zum Sammeln“ liegt ein nostalgisches Blechschild des Original-Filmplakats bei.

## Rezeption

### Kritik
Christoph Hartung schrieb, unter Hoffmanns Regie seien „die Ungarn ein gar fröhlich Völkchen, das nicht viel besitzt, aber immer lacht, singt, tanzt und herzensgut ist“. Zu Liselotte Pulver meinte er, die Schweizerin habe sich „einen wunderbaren ungarischen Akzent antrainiert und nimmt dem jungen Zuschauer (und wahrscheinlich auch ein paar älteren) in der Titelrolle den Atem“. Pulvers Piroschka sei „eine Naturgewalt“. „Diese ‚Piri‘“ gehöre „zu den Ikonen des Kinos“.
Auf der Schweizer Seite outnow zog man das Fazit: „Ich denke oft an Piroschka ist einer der schönsten deutschen Filme der Fünfzigerjahre: sympathisch gespielt, leicht verträglich und mit Liselotte Pulver natürlich ein absolutes Schätzchen in der Hauptrolle. Gefällt auch heute noch, wenn man ein Faible für Romantik mit einem Schuss Kitsch hat.“
3sat führte aus: „Ich denke oft an Piroschka ist eine zu Herzen gehende Liebeskomödie, die zu einem Klassiker des deutschen Nachkriegskinos wurde. Als zauberhaftes Mädchen Piroschka spielte sich Liselotte Pulver in die Herzen der Zuschauer.“
Falk Schwarz gab 2015 auf der Seite filmportal.de zu bedenken: „Es gibt Filme, die leben und strahlen selbst noch Jahrzehnte nach ihrer Entstehung. Es gibt Filme, die erst anfangen zu glühen, wenn sie ein zweites oder drittes Mal angesehen werden. Aber es gibt eben auch Filme, die setzen schon nach wenigen Jahren dicke Patina an, werden blass und langweilig.“ Bei Piroschka müsse man „sich kneifen, dass ein Kurt Hoffmann einen ‚Heimatfilm‘ vor ungarischer Kulisse (der übrigens in Jugoslawien gedreht wurde) inszeniert.“ Die ganze Story des Films habe „merklich Moos angesetzt“. „Sicher“, spiele die Pulver „lebendig und lustig“ und sei „mit diesem Film zum Star“ geworden – „aber die besondere Atmosphäre, das typisch-Ungarische, das uns verzaubern soll und für diesen Film einnehmen – das wirkt heute eher aufgesetzt und eintönig. Zu wenig Dramaturgie, zu wenig Gestaltetes, zu wenig von Allem.“ Abschließend befand Schwarz: „der Lustspielmacher Hoffmann macht uns hier keine Lust auf den Gefühlswirrwarr eines Pusztamädchens. Zumindest heute nicht mehr. Ich weiss – es ist ungerecht – aber so war Opas Kino!“

„Mit der Verfilmung der zwar etwas weltfremden, aber zu Herzen gehenden und stellenweise sehr komischen Liebesgeschichte gelang ein Lustspielklassiker des Nachkriegskinos.“

„Dorf- und Pußtazauber und eine spielfreudige Lilo Pulver machen die Heile-Welt-Idylle erträglich. (Wertung: 2 Sterne = durchschnittlich)“

„Überraschend beschwingtes Lustspiel.“

„Unbeschwerte Liebeskomödie mit viel Gefühl.“

### Auszeichnungen
Der Film wurde mit dem Filmband in Silber (ein Bundesfilmpreis) und dem Kritikerpreis (Film) des Verbandes der Deutschen Kritiker e. V. ausgezeichnet. Zudem war Liselotte Pulver für ihre Rolle für das Filmband in Silber in der Kategorie „Beste weibliche Hauptrolle“ nominiert.
Die Filmbewertungsstelle Wiesbaden verlieh der Produktion das Prädikat wertvoll.

## Trivia
Sowohl Liselotte Pulver als auch Gustav Knuth sprechen in ihrem „ungarischen“ Akzent konsequent den Laut ö [ø] als e [e:] und den Laut ü [y] als i [i:]. Das entspricht jedoch dem Akzent von slawischen Muttersprachlern. Das Ungarische enthält hingegen sehr wohl die Laute [ø] und [y].
Bei der im Film zu sehenden kleinen Dampflok handelt es sich um ein Exemplar der ungarischen Lokalbahndampflok MÀV-Baureihe 377, die nach dem Zweiten Weltkrieg bei der JZ verblieb. Ebenso ist gegen Filmende eine Schnellzugslok der JZ-Baureihe 01 zu sehen.
Für den eisenbahninteressierten Zuschauer ist vor allem ein Detail im Film unberücksichtigt geblieben. Aufgrund des Drehortes der Innenaufnahmen im Bavaria-Atelier München ist das „Stellwerk“, mit dem der Stationsvorsteher das Signal stellt, vom deutschen Typ Einheit. Allerdings nach der typischen altösterreichischen Anordnung für kleine Bahnhöfe an einer Strecke ohne Streckenblock, ohne Blockapparat und Schieberkasten. Das in den an der Haltestelle Gornji Breg gedrehten Außenaufnahmen zu sehende Hauptsignal ist (aufgrund des Drehortes im ehemaligen Königreich Ungarn) korrekt eines nach Bauart der K.k.St.B. mit Rohrmast und durchbrochenem Flügel.